# برنارد 68

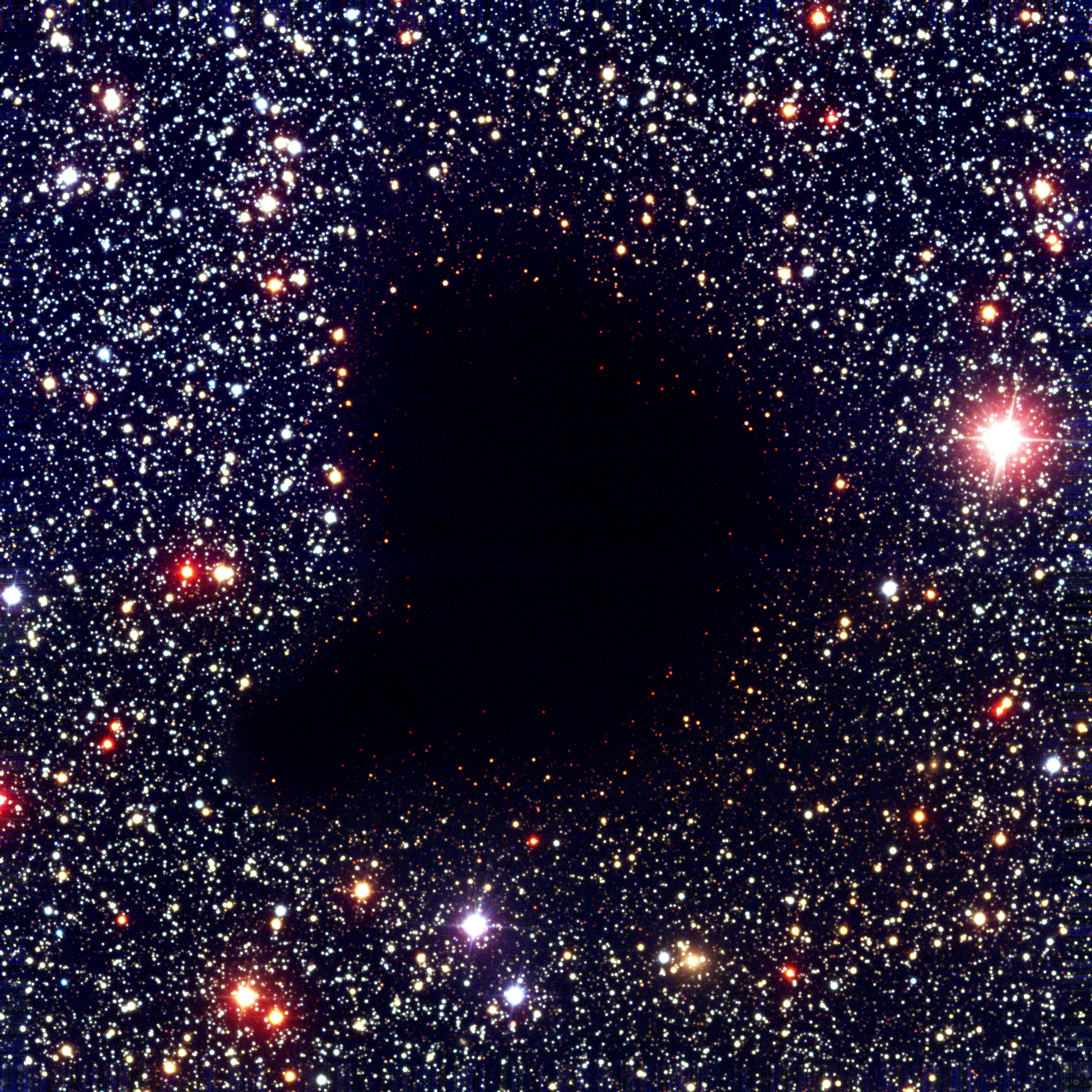

برنارد 68 هو سديم مظلم، سحابة جزيئية تقع في كوكبة الحواء، صنف برقم 68 حسب فهرس برنارد، يبلغ عرضه نصف سنة ضوئية ويُقدر بعده عن الأرض بنحو 500 سنة ضوئية. وهو من القرب بحيث أنه لا توجد نجمة تظهر بينه وبين الشمس.

## الخصائص
على الرغم من كونه معتمًا عند أطوال موجات الضوء المرئي ، فقد كشف استخدام التلسكوب الكبير جدا في سيرو بارانال عن وجود حوالي 3700 نجمًا في الخلفية محجوبًا في مجرة درب التبانة ، يمكن رؤية حوالي 1000 منها عند أطوال موجات الأشعة تحت الحمراء. < المرجع> ESO ، The Dark Cloud B68 بأطوال موجية مختلفة </ref> قياسات دقيقة من درجة التعتيم أدى إلى تعيين عينات دقيقة ورسم خرائط دقيقة لتوزيع الغبار داخل السحابة. وجود سحابة مظلمة في الجوار الشمسي يسهل إلى حد كبير المراقبة والقياس. إذا لم يتم تعطيله بفعل قوى خارجية ، فإن استقرار سحب الغبار هو توازن دقيق بين الضغط الخارجي الناجم عن  الحرارة أو الضغط لمحتويات السحابة ، وقوى الجاذبية الداخلية الناتجة عن نفس الجسيمات (انظر  كتلة جينس وكتلة بونور-إبرت). يؤدي هذا إلى تذبذب السحابة أو اهتزازها بطريقة لا تختلف عن تلك الموجودة في فقاعة صابون كبيرة أو بالون مملوء بالماء يتم اهتزازه. لكي تصبح السحابة نجمًا ، يجب أن تكتسب الجاذبية اليد العليا لفترة كافية للتسبب في انكماش السحابة والوصول إلى درجة حرارة أعلى وكثافة أعلى بحيث تتيح بدء  اندماج الهيدروجين. عندما يحدث هذا يتكون للنجم توازن جديد بين الجاذبية المتزايدة بشكل كبير وضغط الإشعاع. 
التوازن يحدث بين الجادبية لمادة النجم التي تعمل على تصغير حجمه وبين ضغط الإشعاع الناتج عن الاندماج النووي الذي يعمل على تضخيم حجمه.
تبلغ كتلة السحابة ضعف كتلة الشمس تقريبًا ، ويبلغ قطرها نصف سنة ضوئية تقريبًا. خلال المائة ألف عام القادمة أو نحو ذلك ، وهي في طريقها إلى أن تصبح نجماً.
->

## اقرأ أيضا
- التلسكوب الكبير جدا
- كتلة جينس